# Flawon
Flawon (z łac. flavus – żółty, płowy) – organiczny związek chemiczny, fenylowa pochodna chromonu. Tworzy heterocykliczny układ będący podstawową strukturą flawonoidów. Jest to bezbarwna substancja w postaci rozpuszczalnych w wodzie kryształów. Pochodne flawonu – flawony, flawonole i flawanony – są żółtymi barwnikami. Stosowany w kosmetykach. Występuje w owocach mandarynki.